# SG-V-6125
La SG-V-6125 es una carretera de  la provincia de Segovia (España) incluida en la Red de Carreteras de la Diputación de Segovia o en inventarios municipales según el tramo, une las carreteras SG-V-6123 en San Cristóbal de Segovia y SG-V-6122 en Palazuelos de Eresma. Tiene una longitud de 3,2 km.

## Localidades que atraviesa
Palazuelos de Eresma, Tabanera del Monte y San Cristóbal de Segovia.

## Áreas de servicio y descanso
- Parque del Frontón Peña Blanca en San Cristóbal de Segovia

## Recorrido
Está dividida en cuatro tramos:
- Desde la carretera SG-V-6123 en San Cristóbal de Segovia hasta la salida de la zona urbanizada. Titularidad trasferida al ayuntamiento.
- Conexión entre los núcleos de San Cristóbal de Segovia y Tabanera del Monte. Titularidad de la diputación provincial.
- Desde la entrada a la zona urbanizada de Tabanera hasta la entrada en Palazuelos de Eresma. Titularidad de la diputación provincial.
- Desde la entrada a Palazuelos  hasta la llegada a la carretera SG-V-6122. Titularidad trasferida al ayuntamiento.